# Kristen Campbell
Kristen Campbell (Brandon, 30 de novembro de 1997) é uma jogadora de hóquei no gelo canadense que atua na posição de goleira. Ela foi a primeira mulher a vencer o campeonato Frozen Four sem sofrer um gol.
Campbell começou sua carreira universitária na Universidade de Dakota do Norte, mas foi forçada a se transferir para Wisconsin em 2017, depois que Dakota do Norte abandonou seu programa de hóquei feminino. Depois de se formar, ela se juntou ao PWHPA antes da temporada 2020-21. Em 11 de janeiro de 2022, foi convocada para a equipe do Canadá nos Jogos Olímpicos de Inverno de 2022 em Pequim, que conquistou a medalha de ouro.